# Commission de supervision des assurances en Chine
La Commission de supervision des assurances en Chine, ou CIRC, est une agence de Chine autorisée par le Conseil d'État à superviser les produits d'assurance en Chine et le marché des services ainsi qu'au maintien de la légalité et de la stabilité dans les opérations du secteur assurancier. Elle fut fondée le 18 novembre 1998, et passa du statut d'institution semi-ministériel à ministériel en 2003. Elle est aujourd'hui représentée par 31 bureaux dans toutes les provinces de Chine (mais pas à Taïwan).

## Fonctions
Les principales fonctions de la CIRC sont :